# FC Polissya Zhytomyr
El FC Polissya Zhytomyr es un equipo de fútbol de Ucrania que juega en la Liga Premier de Ucrania, la primera división nacional.

## Historia
Fue fundado en el año 1959 en la ciudad de Zhytomyr con el nombre Avtomobilist Zhytomyr hasta la disolución de la Unión Soviética cuando pasó a llamarse Polissya en relación con la región donde está ubicada la ciudad, aunque en sus primeras temporadas tras la independencia el club se llamó Khimik por razones de patrocinio. 

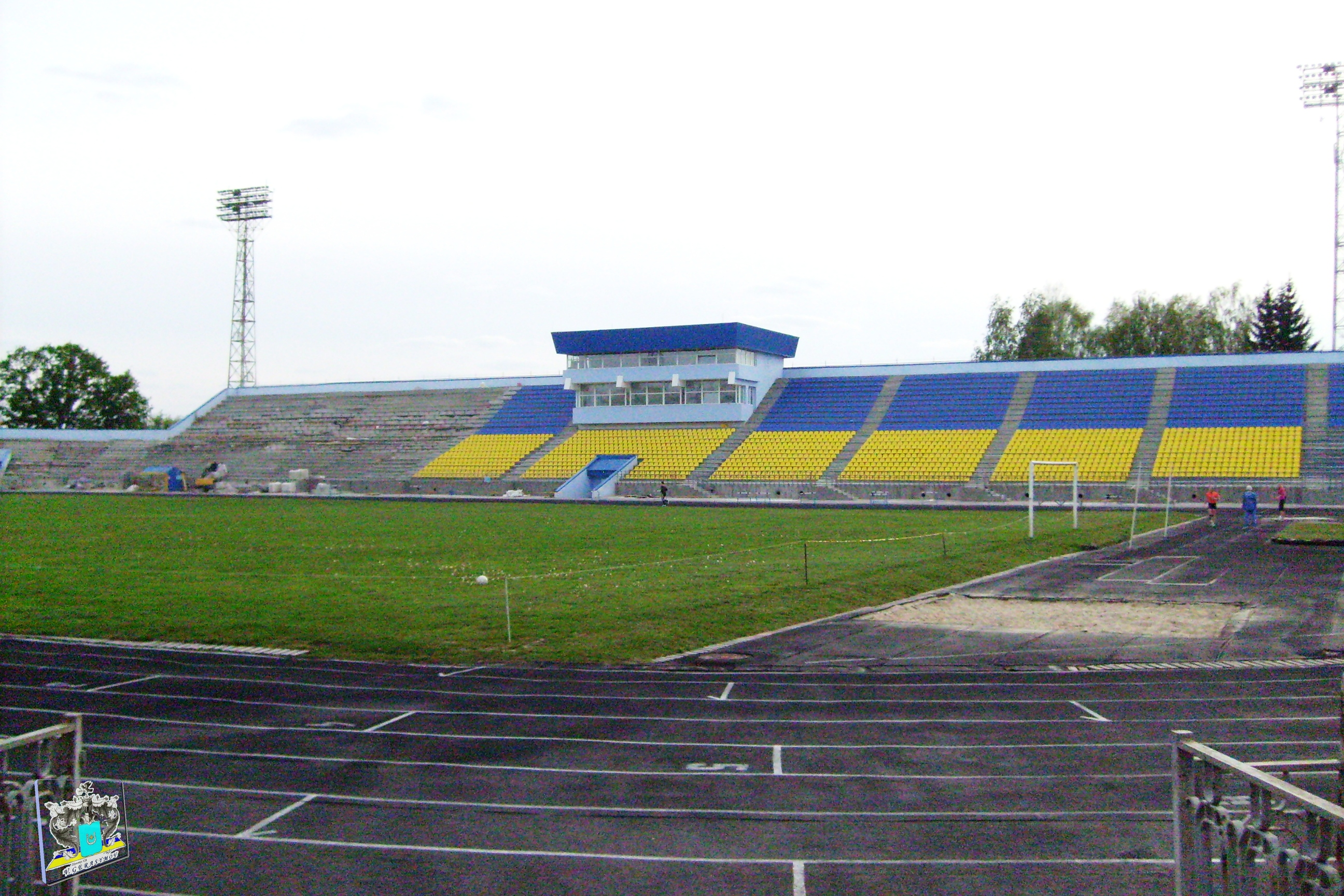
El Tsentralnyi Stadion es el principal estadio de fútbol en el Óblast de Zhitómir.

El club había desaparecido en 2005 luego de una desastrosa temporada de la Primera Liga de Ucrania, pero fue reestructurado para la Segunda Liga de Ucrania y disuelto el 30 de abril de 2006 por autoridades municipales. En noviembre de 2015 el club regresa a la actividad en la Segunda Liga de Ucrania con el nombre MFC Zhytomyr, y en 2017 vuelve a llamarse FC Polissya Zhytomyr.

## Palmarés
- Ukrainian First League (1): 2022–23
- Championship of the Ukrainian SSR (1): 1967
- Cup of the Ukrainian SSR (2): 1972, 1990

## Participación en UEFA
| Temporada | Torneo                 | Ronda | Club               | Casa | Visita | Global |
| --------- | ---------------------- | ----- | ------------------ | ---- | ------ | ------ |
| 2024/25   | UEFA Conference League | 2     | Olimpija Ljubljana | 1–2  | 0–2    | 1–4    |